# Caçapava do Sul
Caçapava do Sul è un comune del Brasile nello Stato del Rio Grande do Sul, parte della mesoregione del Sudeste Rio-Grandense e della microregione delle Serras de Sudeste.

## Storia
Tra il 1839 ed il 1840, durante la Guerra dei Farrapos, fu proclamata capitale della Repubblica Riograndense.